# Asha Bhosle
Asha Bhosle (devánagari: |आशा भोंसले) (Goar, Sangli, Maharashtra, 8 de septiembre de 1933) cantante india conocida por ser la voz de muchos playbacks que se realizan en las películas de Bollywood, aunque su repertorio es mucho más amplio. Su carrera comenzó en 1943 y ha estado activa seis décadas participando en más de 950 películas de Bollywood y varios discos. Su hermana Lata Mangeshkar suele acompañarla.
Asha Bhosle es una de las voces más versátiles del sur de Asia: su repertorio pasa por la música típica de bandas sonoras, pop, ghazal, bhajan, música clásica india tradicional, folk, qawwali o Rabindra Sangeet. Ha cantado en más de 14 lenguas, entre ellas hindi, maratí, bengalí, guyaratí, punjabi, tamil, inglés, ruso, nepalí o malayo. Y se cree que ha cantado más de 12.000 canciones pero esas estimaciones son difíciles de comprobar.

## Biografía
Asha Bhosle nació en la aldea de Goar, en Sangli, Maharashtra, en el seno de una familia maratí, su padre, Pandit Dinanath Mangeshkar era un actor de teatro y un cantante clásico. Cuando Asha tenía nueve años, su padre falleció y la familia se mudó de Pune a Kolhapur y más tarde a Bombay. Ella y su hermana mayor Lata Mangeshkar (con la que siempre se le ha asumido una supuesta rivalidad) comenzaron a cantar y actuar para mantener a la familia, la primera canción de Asha fue Chala Chala Nav Bala de la película maratí Majha Bal (1943). La música de la película fue compuesta por Datta Dawjekar. Su primera intervención en una película en hindi fue Saawan aaya para Chunariya de Hansraj Behl (1948).
Con 16 años se fugó con su amante de 31, Ganpatrao Bhosle (1916-1966), y se casó con él en contra de la voluntad de su familia. Ganpatrao era el secretario personal de su hermana, pero el matrimonio fue un fracaso, ya que su marido y su familia política la maltrataban. y ella regresó a casa de su familia con dos hijos y embarazada del tercero. Continuó cantando en películas para ganar dinero.
Por aquella época, había otras cantantes como Geeta Dutt, Shamshad Begum y su hermana Lata Mangeshkar que monopolizaban los papeles vocales de las heroínas cinematográficas, y Asha Bhosle fue la voz de las malas de las películas y de muchos papeles de películas menos importantes. En los años 1950, cantó más playbacks que nadie en Bollywood, pero casi siempre para películas de serie B o C. Los primeros compositores de sus canciones fueron A R Qureshi, Sajjad Hussain o Ghulam Mohammed, pero ninguna de estas canciones fueron hits. Su canción de Sangdil (1952), protagonizada por Dilip Kumar y compuesta por Sajjad Hussain tuvo cierto éxito. Bimal Roy le ofreció la oportunidad de cantar en Parineeta (1953) y Raj Kapoor le ofreció la oportunidad de cantar Nanhe munne bachche con Mohammad Rafi en Boot Polish (1954), que se hizo muy popular. También cantó para películas en maratí como Majha hoshil Kaa?, Khedyamadhle ghar kaularu, bugadi mazi y Nach re mora.
Con O. P. Nayyar empezó en C.I.D. (1956), con la que cosechó grandes éxitos comenzando por Naya Daur (1957).
En 1966, sus interpretaciones para duetos de películas del director musical Rahul Dev Burman en Teesri Manzil fueron muy aclamadas, y siguió con este director en los 1970. Se casó con él y durante los 1960 y los 1970, cosechó mucho éxito dándole voz a la bailarina Helen, con quien dice que preparaba sus interpretaciones en canciones como Piya tu ab to aaja (Caravan), O Haseena Zulfon Wali (Teesri Manzil), oYeh Mera Dil (Don). En Umrao Jaan (1981) y Ijazat (1987), cantó canciones ghazal. Su actividad bajó en los años 1990, de 1994 data su hit Rangeela y de 2005, con 72 años, Lucky Lips, de la película en tamil Chandramukhi.

## Interpretaciones más importantes
- Naya Daur (Nueva era) 1957

Fueron muy famosos sus duetos con Rafi como Maang ke saath tumhara, Saathi haath badhana o Uden jab jab zulfein teri, letra de Sahir Ludhianvi y compuestos por O P Nayyar
- Teesri Manzil, 1966

Pasó al pop con Rahul Dev Burman en Teesri Manzil (1966). La primera vez que oyó Aaja Aaja, creyó que no podría cambiar al estilo de música occidental, pero después de 10 días, grabó esa y otras como O Haseena Zulfonwali yO Mere Sona Re
- Umrao Jaan, 1981

En los 1980, la consideraban una cantante de canciones cabareteras y pegadizas donde no existía mucho sentimiento, pero gracias a canciones ghaza como Dil cheez kya hai, In aankhon ki masti ke, Ye kya jagah hai doston y Justju jiski thi. Estas canciones le supusieron su primer premio como homenaje a su carrera y su versatilidad.
- Rangeela, 1995

Con 62 años, cantó Tanha Tanha y Rangeela Re para la joven actriz Urmila Matondkar.

## Asociaciones con directores musicales

### O.P. Nayyar
Sus colaboraciones juntos son parte de tradición de Bollywood, fue el único que creyó en ella cuando nadie apostaba por su carrera y también había rumores sobre un posible romance. Se conocieron en 1952, para la grabación musical deChham Chhama Chham. Primero la llamó para Mangu (1954) y grabaron para muchas películas como Naya Daur (1957), Tumsa Nahin Dekha (1957), Howrah Bridge (1958), Ek Musafir Ek Hasina (1962), Kashmir Ki Kali (1964), etc. Entre sus canciones más populares están Aao huzur tumko (Kismat), Jaaiye aap kahan (Mere Sanam) etc. O.P. Nayyar solía usar al dúo Asha Bhosle-Mohammad Rafi para los duetos de las películas. Se separaron por motives no muy claros el 5 de agosto de 1972.

### Khayyam
Empezó con él en Biwi (1948). Khayyam le compuso en los 1950, donde sus canciones Dard, Phir Subah Hogi y sobre todoUmrao Jaan fueron grandes éxitos.

### Ravi
Comenzaron conVachan (1955) del film Chandamama door ke y después estuvieron juntos en Gharana, Grihasti, Kajal, 'Phool Aur Patthar, Waqt, Chaudhvin Ka Chand, Gumrah, Bahu Beti, China Town, Aadmi Aur Insaan, Dhund, Humraaz, oKajal.

### Sachin Dev Burman
Es uno de los grandes compositores de Bollywood, su distanciamiento con Lata Mangeshkar, de 1957 a 1962, hizo que Asha grabara con él varias canciones en varias películas:Kaala Pani, Kaala Bazaar, Insaan Jaag Utha, Lajwanti, Sujata oTeen Deviyaan (1965).

### Rahul Dev Burman(también conocido como Pancham)
Asha lo conoció estaba en décimo curso y ya tenía dos hijos, grabaron canciones de varios estilos en los 1970 y 1980, para películas como Mera kuch saaman, Khaali haath shaam aayi hai, Katra Katra. Se casó con él en 1980 y siguieron juntos hasta su muerte.

### Ilaiyaraaja
Este prolífico compositor trabajó con ella en los 1980 para películas como Moondram Pirai (1982) (Sadma, en la adaptación hindi, 1983). Siguieron en los 1990 con películas como Shenbagamae (Enga Ooru Paattukkaaran, 1987, tamil). En 2000, Asha cantó un tema de él para la película política Hey Ram de Kamal Haasan.

### A. R. Rahman
Participó con él en películas como Rangeela (1994), tuvieron éxito con canciones como Tanha Tanha oRangeela Re.

### Otros compositores
Jaidev, C Ramchandra, Kishore Kumar, Naushad, Madan Mohan, Shankar-Jaikishan, Anu Malik, Salil Chaudhary, Laxmikant-Pyarelal, Naushad, Ravindra Jain, N Dutta, Hemant Kumar". Naushad, later in his life, also admitted that he has been unfair to Asha Bhonsle. Asha has also worked with other noted Bollywood composers like Jatin Lalit, Bappi Lahiri, Kalyanji-Anandji, Usha Khanna, Chitragupt, and Roshan.

## Música fuera de Bollywood

### Maratí
A Asha Bhosle y a su hermana Lata Mangeshkar se les considera dos iconos de la música maratí (maratí es su lengua materna). Asha ha cantado canciones fuera del cine dentro del género Bhaav Geet, que consiste básicamente en canciones basadas en poemas de poetas notables. Un buen ejemplo, es su álbum Rutu Hirawa ("Temporada verde"), compuesto por Shreedhar Phadke.
Las composiciones de Hridayanath Mangeshkar cantadas por ella han llegado a ser muy populares dentro de la música maratí. Como ocurre con sus canciones en hindi, sus canciones en maratí varían desde canciones occidentalizadas como Ruperi Walut ("nos vemos en las playas plateadas de las arboledas de los cocoteros") a cl
clásicos como Tarun aahe Ratra Ajuni ("La noche es joven aún"). Estos bhajans maratíes son muy populares entre los maratíes, quienes la llaman Ashatai (tai es hermana mayor en maratí). Un buen ejemplo es su versión del poema de Dnyaneshwar, Kanadawo Vithallu.

### Álbumes
En los 1990, Asha mezcló su música con elementos modernos y diferentes, algo que no gustó mucho a los puristas. En 1997, Asha sacó con Leslie Lewis un álbum indipop llamado Janam Samjha Karo que le valió el premio MTV de ese año. En 1995, Asha pasó por la ceremonia gatha bandan con el maestro Ali Akbar Khan para aprender el repertorio clásico de Maihar gharana (escuela estilística de música clásica india), también pasó por las manos de su padre Allauddin Khan (maestro de Ravi Shankar). Más tarde, Asha y Ustad Ali Akbar Khan grabaron varias canciones para Legacy, un álbum con el que se llevaron un nominación en los premios Grammy.
Animó al compositor pakistaní Adnan Sami con su carrera y participó con él en sus álbumes Kabhi to nazar milao y Barse Badal, un álbum de música clásica india donde aparece en la canción.
El director B R Ishaara le propuso componer la música de una de sus películas, pero ella no aceptó y no comenzó a componer hasta 2002 con Aap Ki Asha, donde ponía música a letras de Majrooh Sultanpuri (sus últimas letras).
Asha ha cantado ghazals para muchos álbumes como Meraj-E-Ghazal, Aabshar-E-Ghazal o Kashish. En 2005, Asha sacó un disco homónimo (Asha) como tributo a los grandes maestros del género: Mehdi Hasan, Ghulam Ali, Farida Khanum y Jagjit Singh. Del álbumes destaca ocho de sus ghazals favoritos como Aaj Jaane Ki Zid Na Karo de Farida Khanum, Chupke Chupke de Ghulam Ali, Aawargi, Dil Mein Ek Lahar, Ahista Ahista de Jagjit Singh y 'Ranjish Hi Sahi, Rafta Rafta y Mujhe Tum Nazar Se Mehdi Hassan.
Existen numerosos recopilatorios de sus canciones, como en que editó EMI India por su 60 cumpleaños en 1993 en 3 casetes: Bala Main Bairagan Hoongi, The Golden Collection: Memorable Ghazals y The Golden Collection: The Ever Versatile Asha Bhosle (44 canciones populares de películas).

### Conciertos y colaboraciones con artistas extranjeros
En los 1980 y 1990, Asha realizó conciertos en varios países, entre los que destacan una en Estocolmo donde pudo salir al paso cuando sufría una gastroenteritis debida a una vertiginosa gira y un concierto con Sudesh Bhosle en Londres para ayudar a las personas mayores de la India y se tuvo que ampliar a más de 20 conciertos, cuando sólo tenían planeados 12.
- Boy George (Bow down mister) y Stephen Lauscombe a mediados de los 1980.
- Code Red y The Way you Dream con Michael Stipe para la película Bulletproof Monk en 1997. Ese mismo año, British band Cornershop le rindió un homenaje con Brimful of Asha, que más tardé mezcló Fatboy Slim y que utilizó Nelly Furtado para su disco "I'm Like A Bird"
- "The way you dream" con Michael Stipe en 2002
- Sarah Brightman usó "Dil Cheez Kya Hai" como melodía introductoria de "You Take My Breath Away" de su disco Harem.
- El cuartero estadounidense Kronos Quartet, regrabaron varas canciones de ella en 2005. Los dejó anonadados cuando a pesar de sus 70 años, pudo grabar 4 canciones en un día.
- En 2005, el grupo Black Eyed Peas utilizaron su canción "Aye Naujawan Hai Sab Kuchchyahan" en su sencillo "Don't Phunk With My Heart".
- A fines del 2006, colaboró con el australiano Brett Lee en "you're the one for me" y para la película pakistaní Mein Ek Din Laut Kay Aaaonga.

## Premios
Filmfare Awards:
- 1967 — Garibon ki suno (Dus Lakh, 1966).
- 1968 — Parde mein rahne do (Shikar, 1968).
- 1971 — Piya Tu Ab To Aaja (Caravan, 1971).
- 1972 — Dum Maro Dum (Hare Rama Hare Krishna, 1971).
- 1973 — Hone Lagi Hain Raat (Naina, 1973).
- 1974 — Chain se Humko Kabhi (Pran Jaaye Par Vachan Na Jaaye, 1974).
- 1977 — Yeh Mera Dil (Don, 1978).
- 2000 — Filmfare Lifetime Achievement Award

Indian National Awards:
- 1981 — Dil Cheez Kya Hai (Umrao Jaan).
- 1986 — Mera Kuch Samaan (Ijazat).

Grammy Award
- 1997 nominación de Legacy, con Ustad Ali Akbar Khan.

Maharashtra State Awards
- Ha recibido diecisiete a lo largo de su carreta.

Otros:
- 1987 — Nightingale Of Asia Award (de la asociación indopakistaní en el Reino Unido).
- 1989 — Lata Mangeshkar Award (Government of Madhya Pradesh).
- 1997 — Screen Videocon Award (por el álbum Jaanam Samajha Karo).
- 1997 — MTV Award (por el álbum Jaanam Samajha Karo).
- 1997 — Channel V Award (por el álbum Jaanam Samjha Karo).
- 1998 — Dayawati Modi Award  Archivado el 20 de octubre de 2016 en Wayback Machine.
- 1999 — Lata Mangeshkar Award (Government of Maharashtra).
- 2000 — Singer of the Millennium (Dubái).
- 2000 — Zee Gold Bollywood Award (por Mujhe rang de de Thakshak).
- Dadasaheb Phalke Award, por sus contribuciones al cine indio.
- 2001 — MTV Award (for Kambakht Ishq).
- 2002 — BBC Lifetime Achievement Award (entregado por el primer ministro británico Tony Blair).
- 2002 — Zee Cine Award (por Radha kaise na jale de Lagaan).
- 2002 — Zee Cine — Hall of Fame
- 2002 — Screen Videocon Award (por Radha kaise na jale de Lagaan).
- 2002 — Sansui Movie Award (por Radha kaise na jale de Lagaan).
- 2002 — Swaralaya Yesudas Award for outstanding contributions to Indian music
- 2004 — Living Legend Award por la Federación de la cámara India de Comercio e Industria. (FICCI).
- 2005 — Most Stylish People in Music

Doctorados honoris causa en las universidades de Amravati y Jalgaon y Freddie Mercury Award por sus logros extraordinarios en las artes.
El Birmingham Film Festival le rindió un tributo especial en noviembre de 2002.

## Vida personal
Asha vive en Bombay y ha tenido tres hijos y 5 nietos. El mayor Hemant Bhosle (más tarde Hemant Kumar), dejó rápido una carrera musical para hacerse piloto Su hija mayor, Varsha, es columnista de The Sunday Observer y Rediff y la pequeña Anand Bhosle, ha estudiado cinematografía y económicas. Su nieto Chaitanya (Chintu) Bhosle (hijo de Hemant) también se ha aventurado en el mundo de la música con una banda de chicos "Band of Boys".
Sus hermanas Lata y Usha Mangeshkar hacen playbacks para películas también y su hermana Meena Mangeshkar y su hermano Hridayanath Mangeshkar son directores de música.
Asha es además una gran imitadora de voces y una cocinera excelente y posee un 20 % de un restaurante en Dubái, Asha's, de cocina india tradicional. Ella cuida la cocina y la decoración y ofrece un curso de seis meses a los cocineros.
 Ahora prepara su biografía.